# Navamorales
Navamorales ist ein zentralspanischer Ort und eine Gemeinde (municipio) mit nur noch 44 Einwohnern (Stand: 2024) in der Provinz Salamanca in der Autonomen Gemeinschaft Kastilien-León.

## Lage und Klima
Der Ort Navamorales liegt im Valle del Corneja nahe der Einmündung des Río Corneja in den Río Tormes in einer Höhe von ca. 995 m. Der Ort befindet sich knapp 75 km (Fahrtstrecke) südöstlich der Provinzhauptstadt Salamanca; die Stadt Ávila ist ca. 83 km in nordöstlicher Richtung entfernt. Der sehenswerte Nachbarort Piedrahíta liegt nur etwa 15 km östlich. Das Klima im Winter ist oft rau, im Sommer dagegen meist gemäßigt und warm; der eher spärliche Regen (ca. 470 mm/Jahr) fällt überwiegend im Winterhalbjahr.

## Bevölkerungsentwicklung
| Jahr      | 1857 | 1900 | 1950 | 2000 | 2018 |
| Einwohner | 573  | 735  | 777  | 172  | 56   |

Infolge der Mechanisierung der Landwirtschaft sowie der Aufgabe von bäuerlichen Kleinbetrieben ist die Einwohnerzahl seit der Mitte des 20. Jahrhunderts auf den derzeitigen Tiefststand zurückgegangen.

## Wirtschaft
Die Landwirtschaft, vor allem die Viehzucht, spielt traditionell die größte Rolle im Wirtschaftsleben der kleinen Berggemeinde. Einnahmen aus dem Tourismus durch die Vermietung von Ferienwohnungen (casas rurales) sind in den letzten Jahrzehnten hinzugekommen.

## Geschichte
In prähistorisches Hügelgrab (tumulus) sowie einige römische und islamische Münzen wurden auf dem Gebiet der Gemeinde gefunden, doch sind dies keine Indizien für eine dauerhafte Besiedlung. Der islamische Vormarsch Anfang des 8. Jahrhunderts führte im Gegenteil zu einer Entvölkerung (depoblación) der ehemals christlichen Gebiete, die erst im 11. und 12. Jahrhundert wiederbesiedelt wurden (repoblación). Im Jahr 1833 kam der Ort von der Provinz Ávila zur Provinz Salamanca.

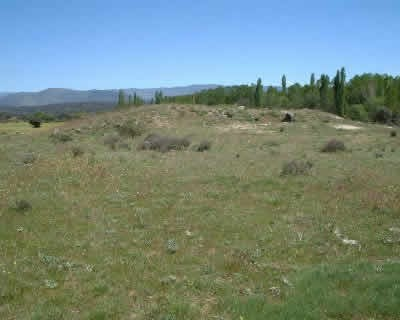
Tumulus El Turrión

Altarretabel in der Kirche N. S. de la Natividad

## Sehenswürdigkeiten
- Der Tumulus El Turrión ist einer der wenigen seiner Art, die in einer solchen Höhenlage und noch dazu fernab der Küsten errichtet wurden. Nach bisherigen Erkenntnissen scheint er nicht der Megalithkultur, sondern einer späteren Kultur anzugehören.
- Die dreischiffige Pfarrkirche Nuestra Señora de la Natividad bewahrt ein Altarretabel mit churrigueresken Stilelementen aus der Zeit um 1700.